# IC 4869
IC 4869 — галактика типу Sm (змішана спіральна галактика) у сузір'ї Павич.
Цей об'єкт міститься в оригінальній редакції індексного каталогу.